# Powiat drawski

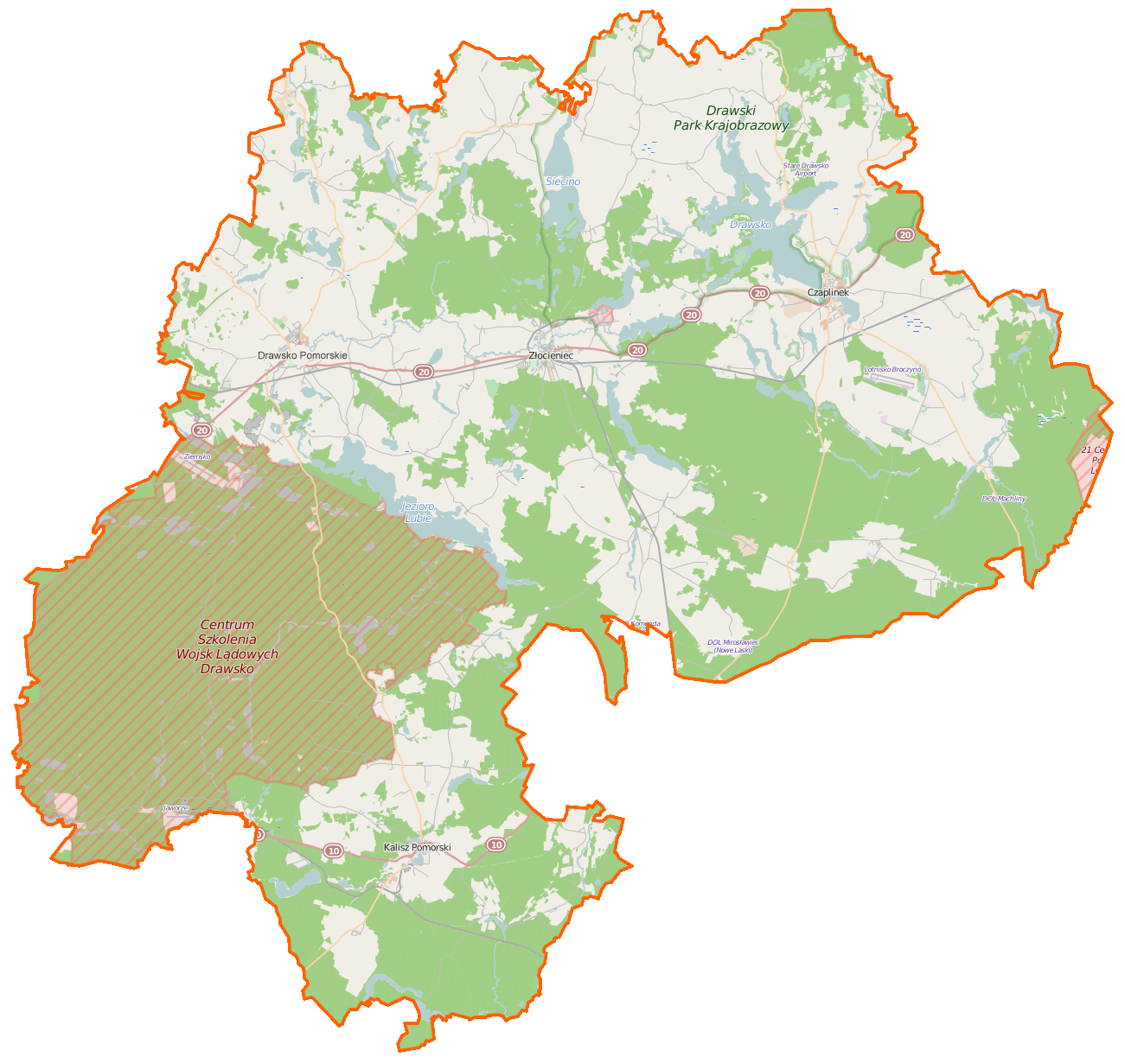
Mapa powiatu

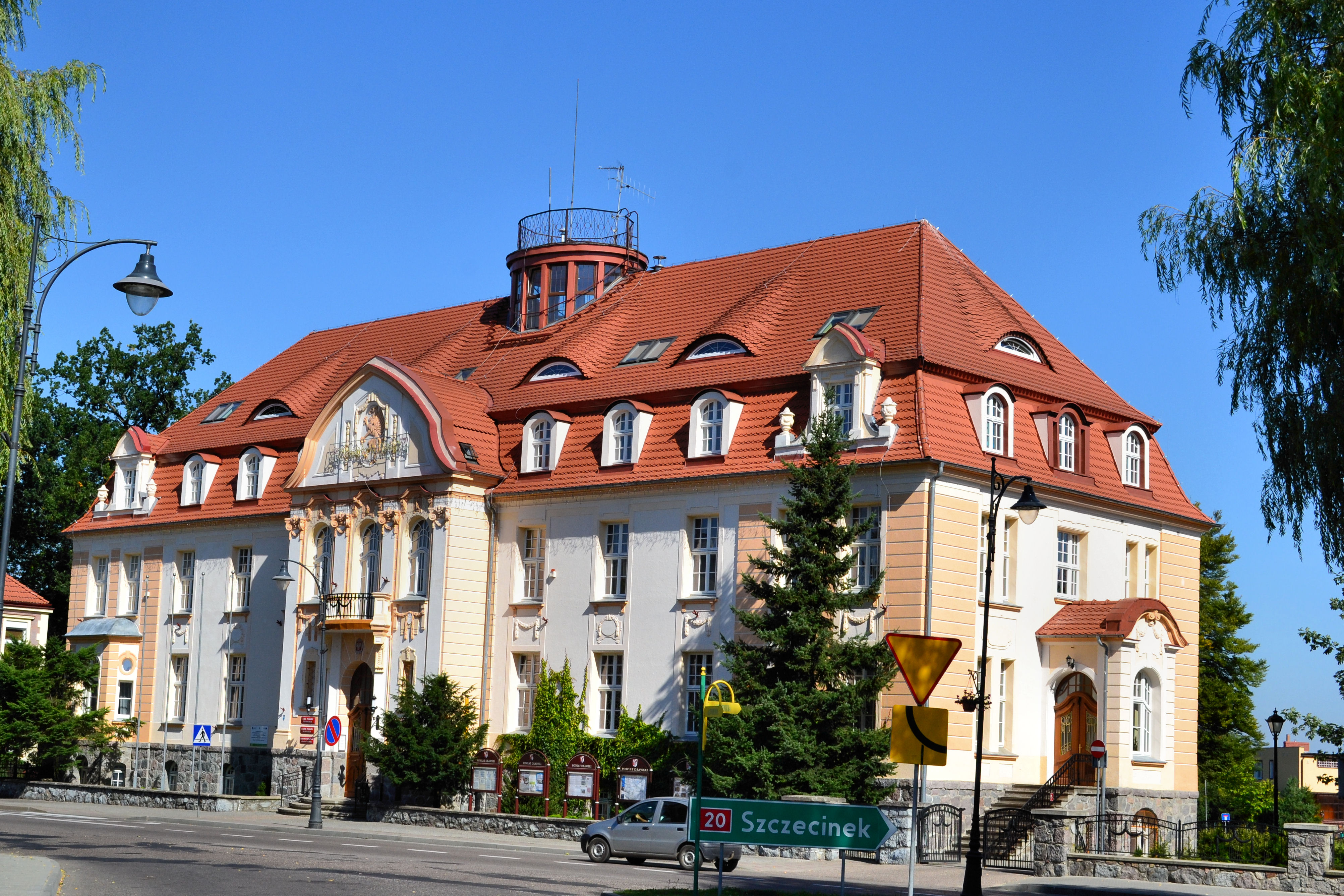
Siedziba władz powiatu drawskiego

Powiat drawski – powiat w północno-zachodniej Polsce, w woj. zachodniopomorskim, utworzony w 1999 r. w ramach reformy administracyjnej. Jego siedzibą jest miasto Drawsko Pomorskie.
W skład powiatu wchodzą:
- gminy miejsko-wiejskie: Czaplinek, Drawsko Pomorskie, Kalisz Pomorski, Złocieniec
- gmina wiejska: Wierzchowo
- miasta: Czaplinek, Drawsko Pomorskie, Kalisz Pomorski, Złocieniec

W lipcu 2017 przeprowadzone zostały konsultacje w związku z projektem zmiany granic powiatu, tj. włączenia do gminy Ińsko w powiecie stargardzkim części obrębu ewidencyjnego Ziemsko z terytorium gminy Drawsko Pomorskie i części obrębu ewidencyjnego Borowo z terytorium gminy Kalisz Pomorski. 1 stycznia 2019 roku nastąpiła likwidacja gminy Ostrowice.
Maskotką powiatu jest Bóbr Podrawek.
Według danych z 31 grudnia 2019 roku powiat zamieszkiwało 57 015 osób. Natomiast według danych z 30 czerwca 2020 roku powiat zamieszkiwały 56 842 osoby.

## Położenie
Według danych z 1 stycznia 2009 powierzchnia powiatu drawskiego wynosi 1764,25 km².
Położony jest na Pojezierzu Drawskim oraz na Równinie Drawskiej nad rzeką Drawą. W północno-wschodniej części powiatu znajduje się południowa część Drawskiego Parku Krajobrazowego, na terenie którego znajduje się najgłębsze jezioro województwa zachodniopomorskiego, Drawsko (głębokość 79,7 m). Siedzibą władz parku jest Złocieniec. Na terenie gmin Drawsko Pomorskie i Kalisz Pomorski znajduje się poligon drawski, jeden z największych w Europie (pow.36 111 ha), na którym odbywają się manewry wojsk NATO.
Powiat drawski graniczy z siedmioma powiatami:
- choszczeńskim
- łobeskim
- stargardzkim
- szczecineckim
- świdwińskim
- wałeckim
- złotowskim w województwie wielkopolskim

## Demografia
Według danych z 30 czerwca 2012 roku powiat drawski zamieszkiwało 58799 osób
Liczba ludności (dane z 30 czerwca 2012):
|        | Ogółem | Ogółem | Kobiety | Kobiety | Mężczyźni | Mężczyźni |
| osób   | %      | osób   | %       | osób    | %         |           |
| ------ | ------ | ------ | ------- | ------- | --------- | --------- |
| Ogółem | 58 799 | 100    | 29 857  | 50,78   | 28 942    | 49,22     |
| Miasto | 36 818 | 62,62  | 19 095  | 32,48   | 17 723    | 30,14     |
| Wieś   | 21 981 | 37,38  | 10 762  | 18,30   | 11 219    | 19,08     |

▶Wieś vs ▶miasto
Ogółem (▶k, ▶m)
Miasto (▶k, ▶m)
Wieś (▶k, ▶m)

## Porównanie gmin
(dane z 30 czerwca 2012)
| Rodzaj gminy    | Nazwa gminy       | Ludność | % powiatu | Pow. (km²) | % powiatu | Liczba sołectw | Gęstość zaludnienia |
| --------------- | ----------------- | ------- | --------- | ---------- | --------- | -------------- | ------------------- |
| miejsko-wiejska | Czaplinek         | 11.701  | 20,3      | 364,91     | 20,7      | 29             | 32                  |
| miejsko-wiejska | Drawsko Pomorskie | 16.418  | 28,4      | 344,17     | 19,5      | 13             | 48                  |
| miejsko-wiejska | Kalisz Pomorski   | 7.135   | 12,4      | 480,93     | 27,3      | 14             | 15                  |
| miejsko-wiejska | Złocieniec        | 15.426  | 26,7      | 194,92     | 11,0      | 9              | 79                  |
| wiejska         | Ostrowice         | 2.526   | 4,4       | 150,30     | 8,5       | 14             | 17                  |
| wiejska         | Wierzchowo        | 4.499   | 7,8       | 229,19     | 13,0      | 11             | 20                  |

Miejsce w województwie (na 18 powiatów ziemskich) pod względem:

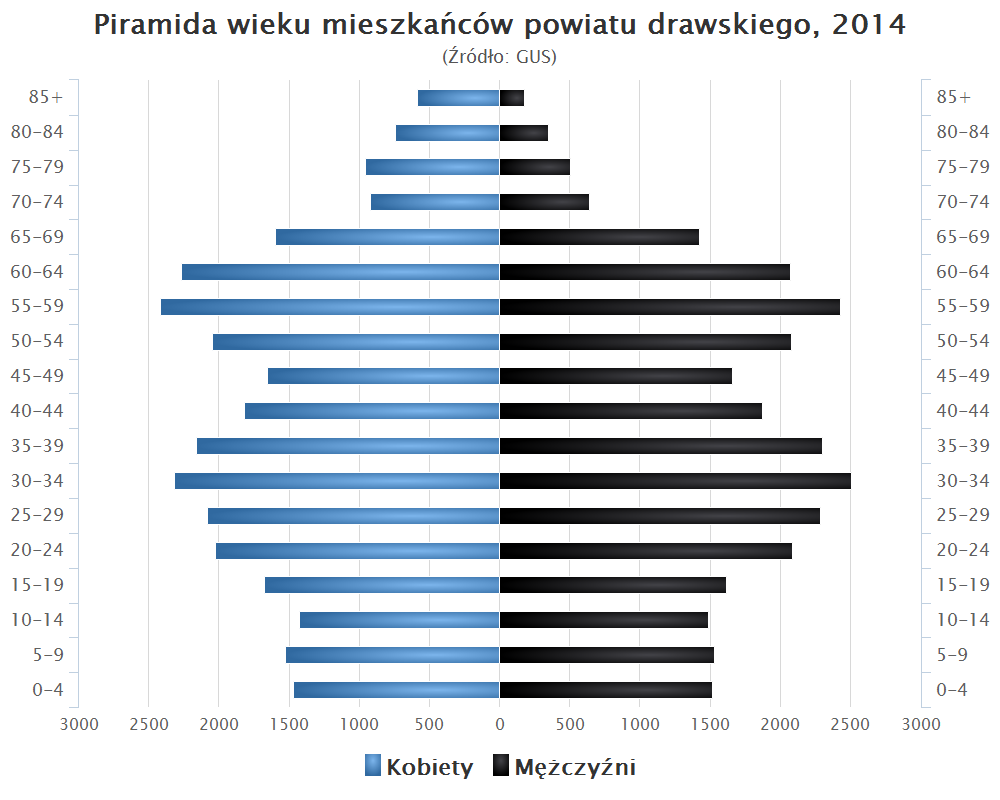
Piramida wieku mieszkańców powiatu drawskiego w 2014 roku

- ludności: 10.
- powierzchni: 3.
- gęstości zaludnienia: 18.
- urbanizacji: 4.

## Gospodarka
W końcu kwietnia 2012 liczba zarejestrowanych bezrobotnych w powiecie drawskim obejmowała ok. 5,1 tys. mieszkańców, co stanowi stopę bezrobocia na poziomie 24,9% do aktywnych zawodowo.
We wrześniu 2019 liczba zarejestrowanych bezrobotnych spadła do 2 300 osób, a stopa bezrobocia 12%
Przeciętne wynagrodzenie pracownicze w październiku 2008 r. wynosiło 2149,95 zł, przy liczbie zatrudnionych pracowników w powiecie drawskim – 12155 osób. Przeciętne wynagrodzenie w sektorze publicznym wynosiło 3023,65 zł, a w sektorze prywatnym 1909,53 zł.
W 2013 r. wydatki budżetu samorządu powiatu drawskiego wynosiły 65,9 mln zł, a dochody budżetu 67,9 mln zł. Zadłużenie (dług publiczny) samorządu według danych na IV kwartał 2013 r. wynosiło 19,8 mln zł, co stanowiło 29,1% dochodów.

## Transport

### Transport drogowy
- Drogi krajowe:
  - nr 10: granica państwa (Lubieszyn) «» Szczecin «» Stargard «» Wałcz «» Piła «» Białe Błota «» Sierpc «» Płońsk
  - nr 20: Stargard «» Drawsko Pomorskie «» Szczecinek «» Bytów «» Gdynia
- Drogi wojewódzkie:
  - nr 148: Starogard «» Łobez «» Drawsko Pomorskie
  - nr 162: Rościęcino «» Świdwin «» Zarańsko
  - nr 163: Kołobrzeg «» Białogard «» Połczyn-Zdrój «» Czaplinek «» Wałcz
  - nr 171: Bobolice «» Barwice «» Czaplinek
  - nr 173: Połczyn-Zdrój «» Drawsko Pomorskie
  - nr 175: Drawsko Pomorskie «» Kalisz Pomorski «» Choszczno
  - nr 177: Czaplinek «» Mirosławiec «» Człopa «» Wieleń

### Transport kolejowy
- Linie kolejowe czynne:
  - nr 210: Runowo Pomorskie – Chojnice  (przez Drawsko Pomorskie, Złocieniec i Czaplinek), Stargard – Kalisz Pomorski Miasto.
- Linie kolejowe nieczynne, istniejące:
  - nr 403 – Kalisz Pomorski – Piła Główna, Złocieniec – Choszczno  (przez Wierzchowo Pomorskie i Kalisz Pomorski)
  - nr 416: Wierzchowo Pomorskie – Wałcz Raduń
- Linie nieczynne, nieistniejące:
  - nr 410: Złocieniec – Połczyn-Zdrój, Czaplinek – Węgierce
  - linia wąskotorowa: Ińsko – Drawsko Pomorskie Wąsk. oraz Dobrzany – Poźrzadło Dwór.

## Bezpieczeństwo
W 2009 r. wskaźnik wykrywalności sprawców przestępstw stwierdzonych w powiecie drawskim wynosił 87,7% i był najwyższy w województwie zachodniopomorskim. W 2009 r. stwierdzono w powiecie m.in. 185 kradzieży z włamaniem, 5 kradzieży samochodów, 77 przestępstw narkotykowych.
Powiat drawski jest obszarem właściwości Prokuratury Rejonowej w Drawsku Pomorskim i Prokuratury Okręgowej w Koszalinie.
Na terenie powiatu działa 11 jednostek Ochotniczej Straży Pożarnej włączonych do krajowego systemu ratowniczo-gaśniczego. Ponadto istnieje jednostka ratowniczo-gaśnicza przy Komendzie Powiatowej Państwowej Straży Pożarnej w Drawsku Pomorskim.

## Administracja
| Gminy                                          | Liczba radnych | Liczba wyborców w 2006 |
| ---------------------------------------------- | -------------- | ---------------------- |
| gmina Czaplinek, gmina Wierzchowo              | 5              | 13 214                 |
| gmina Drawsko Pomorskie, gmina Kalisz Pomorski | 7              | 19 368                 |
| gmina Złocieniec                               | 5              | 14 660                 |
| Razem (Σ)                                      | 17             | 47 242                 |

Siedzibą władz powiatu jest miasto Drawsko Pomorskie. Organem uchwałodawczym jest Rada Powiatu w Drawsku Pomorskim, w której skład wchodzi 17 radnych.
Rada Powiatu
| Ugrupowanie                             | 2002–2006  | 2006–2010 | 2010–2014 | 2014–2018  | 2018–2023  |
| --------------------------------------- | ---------- | --------- | --------- | ---------- | ---------- |
| Sojusz Lewicy Demokratycznej            | 7 (SLD-UP) | 6 (LiD)   | 4         | 2 (SLD LR) | 3 (SLD LR) |
| Polskie Stronnictwo Ludowe              | 1          | 2         | 2         | 5          | 2          |
| Samoobrona                              | 2          | -         | -         | -          | -          |
| Łączy nas Drawa                         | 5          | -         | -         | -          | -          |
| Samorządność i Przedsiębiorczość        | 3          | -         | -         | -          | -          |
| Łączy nas niezależność                  | 1          | -         | -         | -          | -          |
| Prawo i Sprawiedliwość                  | -          | 2         | 1         | 3          | 4          |
| Forum Samorządowe "Pojezierze Drawskie" | -          | 4         | 3         | 1          | 4          |
| Porozumienie - Razem                    | -          | 3         | -         | -          | -          |
| Nasza gmina, nasz powiat - to my        | -          | 2         | 3         | 2          | 1          |
| Platforma Obywatelska                   | -          | -         | 4         | -          | -          |
| Lokalne Porozumienie Samorządowe        | -          | -         | -         | 4          | 3          |

Gminy powiatu drawskiego są obszarem właściwości Sądu Rejonowego w Drawsku Pomorskim i Sądu Okręgowego w Koszalinie. Powiat drawski jest obszarem właściwości miejscowej Samorządowego Kolegium Odwoławczego w Koszalinie.
Mieszkańcy powiatu drawskiego wybierają radnych do Sejmiku Województwa Zachodniopomorskiego w okręgu nr 3. Posłów na Sejm wybierają z okręgu wyborczego nr 40, senatora z okręgu wyborczego nr 99, a posłów do Parlamentu Europejskiego z okręgu wyborczego nr 13.

## Współpraca zagraniczna
Partnerzy powiatu drawskiego to:
- gmina Feldberger Seenlandschaft (Niemcy), od 2006
- Keila (Estonia), od 2006
- Lychen (Niemcy), od 2006
- powiat Segeberg (Niemcy), od 2000